# Amiota perpusilla
Amiota perpusilla är en tvåvingeart som först beskrevs av Walker 1849.  Amiota perpusilla ingår i släktet Amiota och familjen daggflugor. Inga underarter finns listade i Catalogue of Life.